# Jessica Jones (sezon 1)
Pierwszy sezon amerykańskiego serialu Jessica Jones z 2015 roku na podstawie komiksów o postaci o tym samym imieniu wydawnictwa Marvel Comics opowiada historię Jessiki Jones, kobiety o nadludzkich zdolnościach cierpiącej na zespół stresu pourazowego, która prowadzi własną agencję detektywistyczną. Przychodzi jej się zmierzyć z przeszłością i mężczyzną niegdyś bezwzględnie kontrolującym jej umysł - Kilgravem.
Twórczynią serialu i showrunnerem sezonu była Melissa Rosenberg, a za produkcję odpowiadały ABC Studios, Marvel Television i Tall Girls Productions. Tytułową rolę zagrała Krysten Ritter, a obok niej w głównych rolach wystąpili: Mike Colter, Rachael Taylor, Wil Traval, Eka Darville, Erin Moriarty, Carrie-Anne Moss i David Tennant.
Pierwszy sezon Jessiki Jones jest częścią franczyzy Filmowego Uniwersum Marvela i stanowi drugi rozdział Sagi Defenders. Pierwszy sezon, składający się z 13 odcinków, został udostępniony w całości 20 listopada 2015 roku w serwisie Netflix. W styczniu 2016 roku poinformowano, że zamówiony został drugi sezon serialu, który miał premierę w 2018 roku. W Polsce cały sezon został udostępniony 6 stycznia 2016 roku. Pierwszy sezon Jessiki Jones otrzymał przeważnie pozytywne oceny od krytyków, został wyróżniony w 2016 roku podczas Nebula Awards i Hugo Awards za najlepszą prezentację dramatyczną oraz otrzymał Nagrodę Emmy.

## Obsada

### Główna
- Krysten Ritter jako Jessica Jones, prywatna detektyw mająca nadludzkie zdolności i cierpiąca na zespół stresu pourazowego, która prowadzi własną agencję detektywistyczną, Alias Investigations[3]. Elizabeth Cappuccino(inne języki) zagrała młodszą Jessikę[4].
- Mike Colter jako Luke Cage, mężczyzna o nadludzkiej sile i niezniszczalnej skórze, którego Jones spotyka w trakcie śledztwa[5].
- Rachael Taylor jako Trish „Patsy” Walker, była modelka i gwiazda dziecięca używająca pseudonimu „Patsy”, która pracuje jako prezenterka radiowa. Jest przybraną siostrą Jones i jej najlepszą przyjaciółką[6]. Catherine Blades zagrała Trish jako dziecko[4].
- Wil Traval(inne języki) jako Will Simpson, sierżant nowojorskiej policji[7][8].
- Eka Darville(inne języki) jako Malcolm Ducasse, sąsiad Jones zmagający się z uzależnieniem od narkotyków[7].
- Erin Moriarty jako Hope Shlottman, studentka Uniwersytetu Nowojorskiego i klientka Alias Investigations[7].
- Carrie-Anne Moss jako Jeri Hogarth, prawniczka i współwłaścicielka kancelarii Hogarth, Chao & Benowitz, która często zatrudnia Jones przy swoich sprawach[9][8].
- David Tennant jako Kevin Thompson / Kilgrave, potrafiący kontrolować umysły mężczyzna z przeszłości Jones. Urodził się jako Kevin Thompson i jako małe dziecko był poddawany eksperymentom, zyskując swoje moce[10]. James Freedson-Jackson zagrał Kevina jako dziecko[11].

### Drugoplanowa
- Robin Weigert(inne języki) jako Wendy Ross-Hogarth, lekarka i żona Jeri Hogarth[12].
- Susie Abromeit jako Pam, asystentka Jeri Hogarth i jej kochanka[13].
- Nichole Yannetty jako Nicole, stażystka w programie radiowym Trish Walker[11].
- Colby Minifie(inne języki) jako Robyn, sąsiadka Jones i siostra bliźniaczka Rubena[12].
- Kieran Mulcare jako Ruben, sąsiad Jones i brat bliźniak Robyn[12].
- Clarke Peters jako Oscar Clemons, detektyw nowojorskiej policji[14].
- Danielle Ferland(inne języki) jako Clair, wiolonczelistka i jedna z ofiar Kilgrave’a, która zostaje członkiem grupy wsparcia założonej przez Jones[12].
- Paul Pryce jako Donald, jedna z ofiar Kilgrave’a, która zostaje członkiem grupy wsparcia założonej przez Jones[12].
- Gillian Glasco jako Emma, aktorka i jedna z ofiar Kilgrave’a, która zostaje członkiem grupy wsparcia założonej przez Jones[12].
- Ryan Farrel jako Jackson, jedna z ofiar Kilgrave’a, która zostaje członkiem grupy wsparcia założonej przez Jones[13].
- Lisa Emery(inne języki) jako Louise Thompson, naukowiec i matka Kilgrave’a[12].
- Michael Siberry(inne języki) jako Albert Thompson, naukowiec i ojciec Kilgrave’a[12].

### Gościnna
- Royce Johnson(inne języki) jako Brett Mahoney, sierżant nowojorskiej policji[14].
- Rosario Dawson jako Claire Temple, pielęgniarka w szpitalu w Hell’s Kitchen[15].
- Nedra McClyde jako Gina, mężatka, która miała romans z Cage’em[16].
- Kobi Libii(inne języki) jako Zack, współpracownik Trish Walker z radia[16]
- Joseph Ragno jako Roy Healy, barman pracujący dla Cage’a[16].
- Parisa Fitz-Henley(inne języki) jako Reva Connos, żona Cage’a, która została zabita przez Jones pod wpływem kontroli Kilgrave’a[17].
- Charleigh Parker jako Sissy Garcia, współwięźniarka Hope Shlottman[13].
- Rebecca De Mornay jako Dorothy Walker, matka Trish Walker i agentka talentów, która została matką zastępczą Jessiki po śmierci jej rodziców[12].
- Billy McFadden jako Phillip Jones, młodszy brat Jessiki, który zginął w wypadku samochodowym, kiedy była nastolatką[11].
- Miriam Shor(inne języki) jako Alisa Jones, matka Jessiki, która zginęła w wypadku samochodowym, kiedy była nastolatką[18][11].
- James Colby(inne języki) jako Brian Jones, ojciec Jessiki, który zginął w wypadku samochodowym, kiedy była nastolatką[18][11].
- Daniel Marcus jako Maury Tuttlebaum, pracownik kostnicy[4].
- Thomas Kopache(inne języki) jako Miklos Kozlov, lekarz i członek IGH, kierujący programem, z którego Simpson otrzymał eksperymentalne leki[4].
- Edward Chin-Lyn jako Frank Levin, jedna z ofiar Kilgrave’a i chłopak Justina Bodena[19].
- Colin Moss(inne języki) jako Justin Boden, jedna z ofiar Kilgrave’a i chłopak Franka Levina[19].
- Michelle Hurd(inne języki) jako Samantha Reyes, prokurator okręgowy[20][21].

Twórca wielu postaci Marvel Comics, Stan Lee, pojawia się na zdjęciu jako kapitan nowojorskiej policji, Irving Forbush, w odcinku Alias Dewianci z górnej półki.

## Emisja
Pierwszy sezon serialu Jessica Jones, składający się z 13 odcinków, zadebiutował w całości 20 listopada 2015 roku w serwisie Netflix. W dniu premiery serialu platforma streamingowa, mimo jej braku dostępności w Polsce, wprowadziła możliwość oglądania pierwszego sezonu serialu z polskimi napisami lub z polskim lektorem. W Polsce całość sezonu została udostępniona 6 stycznia 2016 roku, wraz z uruchomieniem serwisu w kraju.
1 marca 2022 roku pierwszy sezon Jessiki Jones wraz z pozostałymi sezonami i serialami Marvel Television został usunięty z Netfliksa na wszystkich rynkach. 16 marca został on udostępniony na Disney+ w Stanach Zjednoczonych, Kanadzie, Wielkiej Brytanii, Irlandii, Australii i Nowej Zelandii jako Saga Defenders, natomiast w Polsce pojawił się w tym serwisie 29 czerwca 2022 roku.
Pierwszy sezon Jessiki Jones został wydany 22 sierpnia 2017 roku na DVD i Blu-ray w Stanach Zjednoczonych przez Walt Disney Studios Home Entertainment.

## Lista odcinków
| № | Nr | Tytuł                     | Tytuł polski                    | Reżyseria          | Scenariusz                                  | Premiera (Netflix) | Premiera w Polsce (Netflix) |
| --- | -- | ------------------------- | ------------------------------- | ------------------ | ------------------------------------------- | ------------------ | --------------------------- |
| 1 | 1  | AKA Ladies Night          | Alias Damski wieczór            | S.J. Clarkson      | Melissa Rosenberg                           | 20 listopada 2015  | 6 stycznia 2016             |
| Nadużywająca alkoholu prywatna detektyw o nadludzkiej sile, Jessica Jones, dostarcza wezwanie do sądu Gregory’owi Speheerisowi. Jones robi to dla prawniczki Jeri Hogarth, dla której pracuje. Poza pracą Jones obserwuje Luke’a Cage’a, właściciela baru, który proponuje jej drinka, co prowadzi do wspólnie spędzonej nocy w jego mieszkaniu, jednakże po odkryciu zdjęcia kobiety łazience Jones wychodzi od niego zdenerwowana. Zostaje wynajęta przez Barbarę i Boba Shlottmanów, którzy wynajmują ją by znalazła ich zaginioną córkę Hope, która przed zaginięciem dziwnie się zachowywała. Jones odkrywa, że Hope jest pod wpływem kontroli umysłowej człowieka o imieniu Kilgrave. Przekonana do tej pory, że Kilgrave, którego miała za zmarłego, żyje, powracają do niej traumatyczne wydarzenia z jej własnej przeszłości. Jones chce uciec, ale jej przyjaciółka i przybrana siostra, Trish Walker, namawia ją, aby pomogła Hope Shlottman. Jones odnajduje ją, ale ta, będąc nadal pod wpływem kontroli Kilgrave’a, zabija swoich rodziców.                                                                                             |    |                           |                                 |                    |                                             |                    |                             |
| 2 | 2  | AKA Crush Syndrome        | Alias Zespół zmiażdżenia        | S. J. Clarkson     | Micah Schraft                               | 20 listopada 2015  | 6 stycznia 2016             |
| Detektyw Oscar Clemons prowadzi śledztwo w sprawie Jones i odkrywa zdjęcie, które zrobiła Cage’owi. Jones okłamuje Cage’a, że została wynajęta przez męża kobiety, z którą się przespał. Cage, który wcześniej nie wiedział, że sypiał z mężatką, spotyka się z tą kobietą i mówi jej o tym. Później Cage zostaje zaatakowany przez męża kobiety. Jones pomaga Cage’owi w walce i odkrywa, że ma on niezniszczalną skórę. Hogarth zgadza się reprezentować Shlottman pod warunkiem, że Jones dostarczy dowody na istnienie Kilgarve’a. Jones pamięta, jak zostawiła go na śmierć po tym, jak został potrącony przez autobus. Teraz próbuje odnaleźć kierowcę karetki, który go transportował. Kierowca podarował obie nerki Kilgrave’owi i teraz jest dializowany. Jones odnajduje lekarza operującego, który anonimowo podarował mu urządzenie do dializ. Zgadza się on zeznawać w sprawie Shlottman i ujawnia, że operował Kilgrave’a bez narkozy, ponieważ zblokowałaby to jego umiejętność kontroli. Kiedy Hogarth spotyka się ze Shlottman, dowiaduje się, że Jones również była ofiarą Kilgrave’a.                                              |    |                           |                                 |                    |                                             |                    |                             |
| 3 | 3  | AKA It’s Called Whiskey   | Alias To się nazywa whiskey     | David Petrarca     | Liz Friedman Scott Reynolds                 | 20 listopada 2015  | 6 stycznia 2016             |
| Jones i Cage rozmawiają na temat swoich zdolności. Jones próbuje zdobyć chirurgiczny środek do narkozy, aby użyć go na Kilgrave’ie. Hogarth, która jest w trakcie rozwodu ze swoją żoną, nie chce ryzykować swojej renomy i pomimo zeznań lekarza, organizuje wywiad ze Shlottman na temat Kilgrave’a w radiowym talk show Trish Walker. Podczas programu Walker prosi swoich słuchaczy, by każdy kto wierzy, że był pod kontrolą Kilgrave'a zgłosił się do Hogarth. Walker również publicznie obraża Kilgrave’a, który obrażony nasyła na nią sierżanta policji Willa Simpsona, aby ją zabił. Jones używa narkozy na Walker, by przekonać Simpsona, że wykonał rozkaz. Jones śledzi Simpsona, który doprowadza ją do Kilgrave’a. Jones ogłusza Simpsona, zeskakuje na ulice i wmawia mu, że wykonał polecenie, a ona go złapała. W apartamencie, w którym przebywał Kilgrave, Jones odkrywa pokój pełen jej zdjęć. |    |                           |                                 |                    |                                             |                    |                             |
| 4 | 4  | AKA 99 Friends            | Alias 99 przyjaciół             | David Petrarca     | Hilly Hicks Jr.                             | 20 listopada 2015  | 6 stycznia 2016             |
| Jones przyjmuje sprawę projektantki biżuterii, Audrey Eastman, która poszukuje dowodów na zdradę męża. Podczas śledzenia mężczyzny Jones odkrywa pułapkę zastawioną na nią przez Eastmanów, którzy obwiniają ludzi o nietypowych zdolnościach za śmierć jej matki podczas „Incydentu” (ataku Chitauri na Nowy Jork). Eastmanowie dowiedzieli się o jej zdolnościach od Spheerisa. Rozgniewana Jones wspomina śmierć swoich rodziców, prezentuje swoje moce i blefuje, przez co przekonuje Eastmanów, by pozostawili ją w spokoju. Hogarth i Jones przyjmują dużą liczbę osób, które utrzymują, że są ofiarami Kilgrave’a i tworzą dla nich grupę wsparcia. Simpson próbuje przeprosić przestraszoną Walker za to, co robiła pod będąc pod wpływem Kilgrave’a. Dzięki dostarczonemu nagraniu z kamer miejskich i wskazówką z grupy wsparcia, Jones odkrywa, że szpiegującym ją dla Kilgrave’a fotografem jest Malcolm Ducasse, narkoman i jej sąsiad. |    |                           |                                 |                    |                                             |                    |                             |
| 5 | 5  | AKA The Sandwich Saved Me | Alias Ta kanapka mnie uratowała | Stephen Surjik     | Dana Baratta                                | 20 listopada 2015  | 6 stycznia 2016             |
| Jones wspomina krótki okres próby zostania superbohaterem i zastanawia się, czy ratować Ducasse’a, czy użyć go do zlokalizowania Kilgrave’a. Walker i Simpson wdają się w romans. Jones niechętnie pozwala Simpsonowi na pomoc w schwytaniu Kilgrave’a. Jones i Simpson śledzą Ducasse’a, który spotyka się z Kilgravem wymieniając zrobione zdjęcia na narkotyki. Simpson strzela do Kilgrave’a ze środka do narkozy. Jones odmawia jego zabicia, ponieważ ma on posłużyć na udowodnienie niewinności Shlottman. Jones ucieka samochodem chcąc dostarczyć Kilgrave’a Walker, ale zostaje zaatakowana przez wynajętych ochroniarzy Kilgrave’a, którzy zabierają jego nieprzytomne ciało. Jones postanawia pomóc Ducasse’owi wyjść z nałogu. |    |                           |                                 |                    |                                             |                    |                             |
| 6 | 6  | AKA You’re a Winner!      | Alias Jesteś zwycięzcą          | Stephen Surjik     | Edward Ricourt                              | 20 listopada 2015  | 6 stycznia 2016             |
| Kilgrave używa swoich mocy podczas gry w pokera i wydaje wygraną na dom, w którym Jones mieszkała jako dziecko. Shlottman zostaje pobita przez współwięźniarkę, której za to zapłaciła. Przyznaje się Jones, że jest w ciąży z Kilgravem i chciała w ten sposób poronić. Jones podaje jej pigułkę poronną, a Hogarth w tajemnicy zabiera szczątki płodu. Cage wynajmuje Jones, aby pomogła mu odnaleźć brata kogoś, kto ma dowody na śmierć jego żony, Revy Connors. Connors zostawiła Cage’owi instrukcje jak odnaleźć ukryte przez nią pudełko, lecz gdy Cage zajrzał w to miejsce, go tam nie było. Jones przypomina sobie, jak gdy była pod wpływem Kilgrave’a, Connors zaprowadziła ich do tego pudełka, a Jones odkopała je, a następnie zabiła Connors. Jones i Cage odnajdują mężczyznę, który dostarcza im akta kierowcy, który potrącił tamtej nocy Kilgrave’a, ale Cage jest przekonany, że potrącił Connors. Dowiadując się, że kierowca był wtedy pijany, Cage szuka zemsty. Jones interweniuje i wyznaje Cage’owi, że to ona zabiła Connors, jak była pod wpływem Kilgrave’a. Cage nie może jej wybaczyć, że ukrywała przed nim prawdę. |    |                           |                                 |                    |                                             |                    |                             |
| 7 | 7  | AKA Top Shelf Perverts    | Alias Dewianci z górnej półki   | Simon Cellan Jones | Jenna Reback Micah Schraft                  | 20 listopada 2015  | 6 stycznia 2016             |
| Pijana Jones zostaje poproszona przez Hogarth, aby przekonała jej żonę do podpisania papierów rozwodowych. Zaczepia Ross-Hogarth w metrze i naraża jej życie. Ross-Hogarth odmawia podpisania dokumentów. Ducasse pomaga Jones w jej mieszkaniu, gdzie odnajdują ich martwego sąsiada Rubena. Świadoma, że to sprawka Kilgrave’a, Jones obmyśla plan dostania się do ściśle strzeżonego więzienia wiedząc, że Kilgrave po nią przyjdzie, a jego zdolności zostaną uchwycone przez kamery. Walker i Simpson obmyślają własny plan. Ducasse pozbywa się ciała Rubena, jednak Jones odnajduje je. Realizując swój plan, Jones idzie na komisariat policji z odcięta głową Rubena i przyznaje się do morderstwa. Jej zeznania są przerwane przez Kilgrave’a, który przejmuje kontrolę nad policjantami na komisariacie i wyznaje Jones miłość, ponieważ była jedyną osobą, której udało się uwolnić spod jego kontroli. Zaprasza ją do domu, a Simpson widzi, jak Jones robi to dobrowolnie. |    |                           |                                 |                    |                                             |                    |                             |
| 8 | 8  | AKA WWJD?                 | Alias Co zrobiłaby Jessica?     | Simon Cellan Jones | Scott Reynolds                              | 20 listopada 2015  | 6 stycznia 2016             |
| Jones spędza kilka dni z Kilgravem, który zabrał jej telefon. Kiedy trafia na Simpsona próbującego zainstalować bombę w domu, zabiera mu jego telefon. Nie chcąc pozwolić na śmierć Kilgrave’a do czasu uniewinnienia Shlottman, Jones informuje go o bombie. Kilgrave pokazuje Jones dysk z danymi, który był ukryty w pudełku Connors. Jest na nim nagranie, jak jego rodzice dokonywali na nim eksperymentów kiedy był dzieckiem. Jones pokazuje Kilgrave’owi, że dzięki swoim zdolnościom może czynić dobro i przekonuje go do uratowania przypadkowych ludzi. Jones odwiedza Walker i pyta, czy powinna pozostać z Kilgravem, aby wykorzystać jego zdolności do czynienia dobra. Jones wraca do Kilgrave’a wiedząc, że może on skrzywdzić służbę, gdyby tego nie zrobiła. Używając podstępu usypia go i odlatuje z nim. Simpson zostaje poważnie ranny w wyniku wybuchu jego własnej bomby, którą pozostawił mu Kilgrave. |    |                           |                                 |                    |                                             |                    |                             |
| 9 | 9  | AKA Sin Bin               | Alias Ławka kar                 | John Dahl          | Jamie King Dana Baratta                     | 20 listopada 2015  | 6 stycznia 2016             |
| Walker zawozi Simpsona do szpitala, gdzie nalega, by zobaczyć się z doktorem Kozlovem, poznanym za czasów wojska. Kozlov podaje mu tabletki, a jego rany goją się błyskawicznie. Jones więzi Kilgrave’a w hermetycznie zamykanym pokoju, gdzie planuje go torturować do czasu przyznania się do swych zdolności przed kamerami. Hogarth ostrzega Jones, że przegrają sprawę w sądzie i informuje, że prokurator zaproponował ugodę, jeżeli Shlottman przyzna się do winy. Jones znajduje na dysku z danymi imiona rodziców Kilgrave’a: Louise i Albert Thompson i uświadamia sobie, że jego matka chodzi na spotkania grupy wsparcia jego ofiar. Jones spotyka się z nimi i przekonuje do spotkania się z synem. Jones prosi też Clemonsa, aby przyszedł w charakterze świadka. W pomieszczeniu Kilgrave jest skruszony, ale Louise próbuje go zabić, w wyniku czego zostaje zmuszona do popełnienia samobójstwa. Jones ratuje Alberta przed tym samym losem, ale Kilgrave ucieka. |    |                           |                                 |                    |                                             |                    |                             |
| 10 | 10 | AKA 1,000 Cuts            | Alias Tysiąc ran                | Rosemary Rodriguez | Dana Baratta Micah Schraft                  | 20 listopada 2015  | 6 stycznia 2016             |
| Kilgrave zmusza Hogarth, aby zabrała go do lekarza, a ta zabiera go do Ross-Hogarth licząc, że zmusi ją on do podpisania papierów rozwodowych. Jednak Kilgrave rozkazuje Ross-Hogarth, aby zabiła Hogarth. Pam przyjeżdża i powstrzymuje Ross-Hogarth, zabijając ją. Thompson wyjawia Jones, że zdolności Kilgrave’a są wirusem, którym zaraża. Próbuje stworzyć antidotum z krwi Jones, która stała się odporna na jego wpływ. Simpson pod wpływem bojowych tabletek podanych przez Kozlova przyjeżdża na miejsce hermetycznej celi, gdzie Clemons strzeże dowodów obciążających Kilgrave’a. Przygotowany na zabicie Kilgrave’a, Simpson zabija Clemonsa i niszczy dowody. Odnajduje Walker i Thompsona, który bezskutecznie próbuje stworzyć antidotum. Walker wyprasza go widząc, że jest niestabilny i zabiera mu część pigułek. Kilgrave wydostaje Shlottman z więzienia i wymienia ją na swojego ojca. Shlottman popełnia samobójstwo, aby Jones mogła zabić Kilgrave’a. |    |                           |                                 |                    |                                             |                    |                             |
| 11 | 11 | AKA I’ve Got the Blues    | Alias Gra w niebieskie          | Uta Briesewitz     | Scott Reynolds Liz Friedman                 | 20 listopada 2015  | 6 stycznia 2016             |
| Jones przypomina sobie wypadek samochodowy swojej rodziny, z którego jako jedyna przeżyła i to jak została adoptowana przez Walkerów w ramach chwytu reklamowego. Wkrótce po tym Jones odkryła swoje umiejętności. Obecnie Jones zajmuje się okolicznościami śmierci Shlottman i powiązaniem z Kilgrave’em. Rozpoczyna też poszukiwania ciała Thompsona w kostnicach, ale zamiast tego odnajduje ciało Clemonsa i wnioskuje, że zabił go Simpson. Z powodu przemęczenia i niewyspania, Jones zostaje ranna w wypadku. Spotyka się z Simpsonem w swoim mieszkaniu, ale ten ją obezwładnia. Walker przyjeżdża na miejsce, zażywa jego tabletki i pomaga go pokonać. Nieprzyzwyczajona do pigułek, Walker wymaga opieki lekarskiej. Podczas gdy Walker dochodzi do siebie w szpitalu, Kozlov zabiera nieprzytomnego Simpsona z mieszkania Jones. Kilgrave ostrzega Jones, że znalazł Cage’a. Kiedy Jones przyjeżdża pod bar, widzi jak eksploduje z Cage’em w środku. |    |                           |                                 |                    |                                             |                    |                             |
| 12 | 12 | AKA Take a Bloody Number  | Alias Weź numerek               | Billy Gierhart     | Hilly Hicks Jr.                             | 20 listopada 2015  | 6 stycznia 2016             |
| Cage przeżywa wybuch i informuje Jones, że Kilgrave kazał mu zniszczyć swój bar. Walker dowiaduje się, że Kozlov pracuje dla „IGH”, firmy, która pokrywała również rachunki za leczenie Jones po wypadku jej rodziny i prawdopodobnie odegrała rolę przy zdobytych zdolnościach Jones. Po zrelacjonowaniu wydarzeń przez Cage’a, razem z Jones próbują skonfrontować się z Kilgravem. Jones dowiaduje się, że Thompson nadal żyje i został zmuszony przez Kilgrave’a, aby ulepszył jego zdolności. Podczas poszukiwań, Cage wybacza Jones jej rolę w śmierci Connors. Wspólnie odnajdują klub nocny, gdzie spotykają Kilgrave'a, jak sprawdza swoje zdolności na większej grupie ludzi. Okazuje się, że Cage był pod kontrolą Kilgrave’a przez cały czas i Cage próbuje zabić Jones. Podczas ich walki ucieka. Cage pokonuje policjantów, którzy przyjeżdżają na miejsce, ale Jones obezwładnia go wystrzałem z broni. |    |                           |                                 |                    |                                             |                    |                             |
| 13 | 13 | AKA Smile                 | Alias Uśmiechnij się            | Michael Rymer      | Scott Reynolds Melissa Rosenberg Jamie King | 20 listopada 2015  | 6 stycznia 2016             |
| Jones jedzie z nieprzytomnym Cage’em do szpitala, gdzie pielęgniarka Clair Temple zgadza się nim zająć. Jones próbuje odnaleźć Kilgrave’a, który jest niezadowolony z postępów Thompsona. Thompson był zmuszony do użycia resztek płodu, które ukryła Hogarth. Kilgrave uważa, że tylko pełna dawka może mu pozwolić na ponowne kontrolowanie Jones. Używając telefonu Cage’a udaje się jej go odnaleźć w mieszkaniu zamożnej pary, Franka Levina i Justina Bodena, którzy są zmuszeni przez Kilgrave’a, do usunięcia ciała Thompsona. Cage odzyskuje przytomność i odchodzi. Jones spotyka się z Kilgravem na jachcie Levina i Bodena, gdzie Walker zostaje wzięta za zakładnika. Jones udaje, że jest ponownie pod kontrolą Kilgrave’a, kiedy ten rozkazuje jej powiedzieć „kocham Cię”. Jones wypowiada te słowa w kierunku Walker i skręca mu kark. Jones zostaje aresztowana za morderstwo, ale dzięki Hogarth zostaje uwolniona. Do agencji detektywistycznej Jones dzwonią ludzie z całego miasta, którzy słyszeli o jej bohaterstwie i szukają u niej pomocy.                                                                                 |    |                           |                                 |                    |                                             |                    |                             |

## Produkcja

### Rozwój projektu

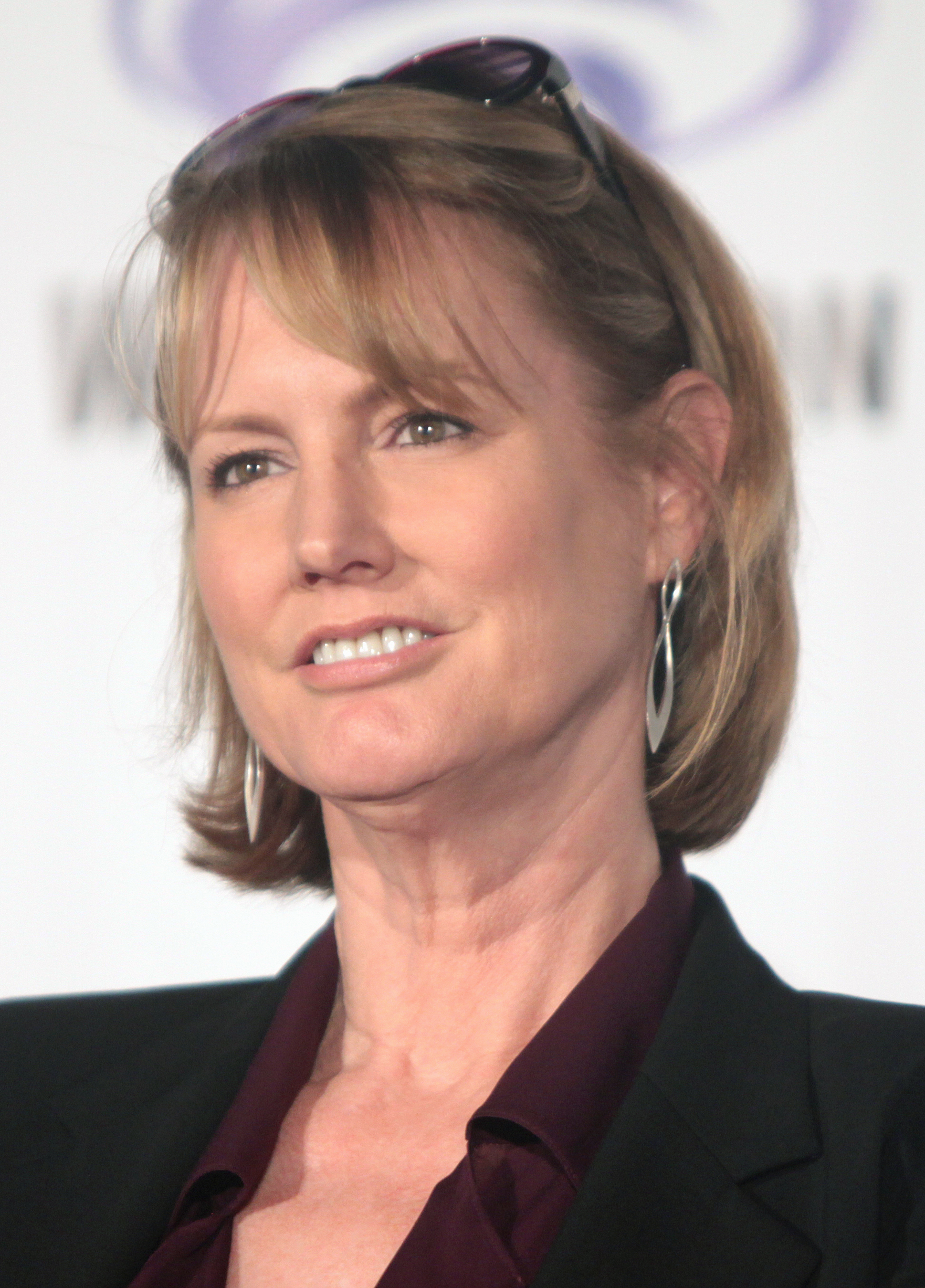
Melissa Rosenberg, showrunnerka serialu

W październiku 2013 roku podano do wiadomości, że w przygotowaniu są seriale na podstawie publikacji wydawnictwa Marvel Comics, które łącznie mają mieć 60 odcinków. Miesiąc później poinformowano, że będą to Daredevil, Jessica Jones, Luke Cage i Iron Fist, które doprowadzą do miniserii Defenders; ich dystrybucją serialową miał zająć się Netflix, a produkcją – ABC Studios i Marvel Television. W tym samym miesiącu poinformowano, że Melissa Rosenberg będzie twórczynią i showrunnerem serialu. Rosenberg od grudnia 2010 roku pracowała nad serialem o Jessice Jones dla ABC. W grudniu 2014 roku ujawniono, że serial będzie nosił tytuł Marvel’s A.K.A. Jessica Jones, jednak w czerwcu 2015 roku podjęto decyzję o skróceniu tytułu do Marvel’s Jessica Jones.
Producentami wykonawczymi serialu obok Rosenberg byli również Liz Friedman, Allie Goss, Kris Henigman, Cindy Holland, Alan Fine, Stan Lee, Joe Quesada, Dan Buckley, Jim Chory, Jeph Loeb, Howard Klein, S.J. Clarkson i Brian Michael Bendis. Natomiast producentem był Tim Iacofano. W produkcję pierwszego sezonu zaangażowana była również wytwórnia Tall Girls Productions.

### Scenariusz
Nad scenariuszem do poszczególnych odcinków pracowali: Melissa Rosenberg, Micah Schraft, Liz Friedman, Scott Reynolds, Hilly Hicks Jr., Dana Baratta, Edward Ricourt, Jenna Reback i Jamie King.
Scenarzyści pracujący nad odcinkami pierwszego sezonu pracowali w Los Angeles, a jeden z członków zespołu przebywał na planie w Nowym Jorku. Carrie-Anne Moss wyjawiła, że podczas prac zdjęciowych nie wprowadzono wielu zmian w dialogach, jednak w razie potrzeby zmieniano sceny, by dostosować je do lokalizacji, w których kręcono. Rosenberg potwierdziła, że serial będzie zawierał pewne elementy proceduralne, ponieważ Jessica Jones jest detektywem, ale poza drobniejszymi sprawami dziejącymi się w tle, przez cały sezon toczy się jedna duża, która ma szczególny wpływ na fabułę. Szef Marvel Television, Jeph Loeb, powiedział, że „zabawa w byciu prywatnym detektywem polega na tym, że granica między tym, co legalne, a tym, co nielegalne, bardzo się zaciera”. Dodał też, że za inspirację do serialu posłużyły filmy noir z lat 40. i Chinatown (1974).
Opisując klimat sezonu Loeb powiedział: „Kiedy po raz pierwszy zaczęliśmy rozmawiać o Daredevilu (2015–2018), obiecaliśmy, że będziemy opowiadać historię, która będzie w pierwszej kolejności dramatem kryminalnym, a dopiero w drugiej kolejności serialem o superbohaterach. [Jessica Jones] to bardziej thriller psychologiczny. To wyraźnie widać, zwłaszcza kiedy pomyśli się o tym, co przydarzyło się Jessice i co zniszczyło jej życie oraz o tym, jak próbując je poskładać w całość musi stawić czoła osobie, która zdekonstruowała jej świat; to bardzo potężny i emocjonalny punkt początkowy”. Rosenberg chciała uniknąć pokazywania scen gwałtu, które nazwała „leniwym opowiadaniem historii” i częstym sposobem na pokazanie jak wpływa to na postacie męskie związane w jakiś sposób ze zgwałconą kobietą. Wolała uczynić traumę częścią życia codziennego postaci i pokazywać to jak sobie z nią radzi, a nie pokazać ją jako „problem” do rozwiązania. Odnosząc się do wykorzystania scen seksu w sezonie, Rosenberg wyjaśniła, że Marvel zdecydował, że w serialu nie będzie ukazywania nagości i używania słowa „kurwa”. W sezonie skupiono się na zagadnieniach społecznych, takich jak kwestie wyboru, relacje międzyrasowe, przemoc domowa i kwestie wyrażania zgody, a jednocześnie ukazano „feminizm i bycie kobietą w tym świecie”. Rosenberg wyjaśniła, że „nie zamierzaliśmy zagłębiać się w [komentowanie problemów społecznych] i sądzę, że w momencie gdy próbuje się podejść do nich bezpośrednio, to jest jak stawanie na mydelniczce. Jeśli zagłębi się w aspektach ciemnej strony ludzkiej psychiki i w różne rzeczy których doświadczamy i jako ludzie i jako kobiety, to przychodzi samo. Jeśli będzie się je traktować uczciwie i z szacunkiem, uderzy się także w problemy społeczne”.
Rosenberg poinformowała również, że serial jest osadzony w Filmowym Uniwersum Marvela oraz, że pojawią się w nim odniesienia do postaci z filmów. Początkowo planowano, by w serialu poza Lukiem Cage’em pojawiła się Carol Danvers jako przyjaciółka Jessiki Jones. Ostatecznie zdecydowano się na zastąpienie jej postacią Trish Walker ze względu na planowany przez Marvel Studios film Kapitan Marvel (2019).

### Casting
W grudniu 2014 roku ujawniono, że Krysten Ritter zagra tytułową bohaterkę, a Mike Colter wystąpi jako Luke Cage. W styczniu 2015 roku poinformowano, że w serialu zagrają David Tennant jako Kilgrave i Rachael Taylor jako Trish Walker. W lutym do obsady dołączyli: Carrie-Anne Moss jako Jeri Hogarth, Eka Darville jako Malcolm Ducasse, Erin Moriarty jako Hope Shlottman i Wil Traval jako Will Simpson.
W maju poinformowano, że w rolach drugoplanowych zagrają Susie Abromeit jako Pam i Ryan Farrel jako Jackson. W lipcu ujawniono, że Rosario Dawson powtórzy rolę Claire Temple z serialu Daredevil.
W rolach drugoplanowych wystąpili również: Robin Weigert jako Wendy Ross-Hogarth, Colby Minifie jako Robyn, Kieran Mulcare jako Ruben, Danielle Ferland jako Clair, Paul Pryce jako Donald, Gillian Glasco jako Emma, Lisa Emery, Michael Siberry, Nichole Yannetty jako Nicole oraz Clarke Peters jako Oscar Clemons. Poza Dawson, gościnnie swoją rolę z Daredevila powtórzył również Royce Johnson jako Brett Mahoney.

### Scenografia i kostiumy
Scenografię przygotował Loren Weeks, a kostiumy do pierwszego sezonu serialu zaprojektowała Stephanie Maslansky. Weeks przyznał, że tworząc Hell’s Kitchen w serialach zdecydowano się nadać jej bardziej charakter East Village. Stwierdził, że chcieli „zachować się bardzo realistycznie. Chcieliśmy poczuć szorstkość Nowego Jorku lat 70. …Chcę, żeby ludzie to zobaczyli i poczuli, że mogliby tam mieszkać. To nie jest ich Nowy Jork, ale czuliby się tam jak w domu”. Horseshoe Bar w East Village został wykorzystany jako bar Luke’a Cage’a. Dom, który odegrał w serialu dom rodzinny Jessiki, znaleziono w Douglaston w Queens.
Przy pierwszym odcinku Maslansky była wspierana przez Jenn Rogien, która stworzyła skórzaną kurtkę, przetarte dżinsy i buty dla Jesski Jones. Maslansky postrzegała jej ubranie jako „zbroję i tarczę oraz coś, co pomaga jej mieć dystans do innych ludzi i zachować prywatność. Dzięki temu nie musi sobie radzić z resztą ludzkości w określony sposób”. Powstało co najmniej 10 wersji kurtki Jones, a podczas zdjęć wykorzystano 20 par dżinsów. Kostium Jones nie zmieniał się zbytnio przez większość sezonu, dlatego to Maslansky wykorzystała retrospekcje, by pokazać, jak ewoluował on do dziś. Projektantka wykorzystała „bardziej dopasowane” ubrania, jednak takie, które nie zmieniły tego, kim była Jones, ale były „inne”. Przykładowo, Jones pracująca w środowisku korporacyjnym nie nosiła garnituru, a zamiast tego „nosi dżinsy i znajduje naprawdę fajną marynarkę, może coś w stylu vintage, może coś, co pożyczyła od Trish”. Jasnożółta sukienka, którą postać nosi w sekwencji snów, została wybrana ze względu na jej zestawienie z rzeczywistą sytuacją postaci, a Maslansky nazwała ją „tak piękną, taką swobodną i lekką”.
Maslansky pierwotnie planowała uszyć garnitury dla Kilgrave’a na zamówienie, jednak zdecydowała się wykorzystać te stworzone przez Paula Smitha, ponieważ w poprzednim sezonie modowym „kładł [on] nacisk na fiolet”. Maslansky przyznała, że chciała znaleźć „ubrania w odcieniach fioletu, ale by nie przesadzić, by nie wyglądał w nim głupio i nie przestał się czuć złowieszczo i groźnie”. Rozwijając, Maslansky nazwała fiolet tradycyjnie „dość przyjaznym kolorem, a [Kilgrave] wcale nie jest przyjazny. Musiałam więc znaleźć sposób, by uczynić go złowieszczym, strasznym i przerażającym. Odkryłam, że potrzebuję odpowiedniej proporcji odcieni fioletu do innych podobnych odcieni: granatowego, czarnego, bordowego”. W przypadku Luce'a Cage'a Maslansky uznała, że jest kimś, kto także „nosi swoje ubranie jak zbroję”, a jego garderoba składała się z t-shirtów, dżinsów, kurtek skórzanych lub kurtki wojskowej. W przypadku postaci takiej jak Trish Walker, która nie ma tego samego rodzaju „wyrazistego kostiumu” jak Jones, Maslansky próbowała stworzyć określony styl postaci. Ubiór Walker jest modny „nawet kiedy kręci się po domu, ma na sobie parę dżinsów Rag & Bone z topem Chloé i to jest jej wersja t-shirtu i dżinsów”. W przypadku Malcolma, w miarę jak jego historia stawała się coraz jaśniejsza w trakcie sezonu, tak i jego garderoba, stawała się „trochę jaśniejsza i trochę bardziej pełna nadziei”.

### Zdjęcia i postprodukcja
W lutym 2014 roku poinformowano, że serial będzie kręcony w Nowym Jorku. W kwietniu tego samego roku Joe Quesada uściślił, że będą to przede wszystkim okolice Brooklynu i Long Island City, które nadal przypominają stare Hell’s Kitchen. Zdjęcia rozpoczęły się w lutym 2015 roku w Lehman College na Bronksie pod roboczym tytułem Violet, a prace na planie zakończono w drugiej połowie sierpnia tego samego roku. Za zdjęcia odpowiadał Manuel Billeter.
Miejsca wykonywania zdjęć Nowym Jorku obejmowały między innymi: East Village, Douglaston, Angel Orensanz Center, Williamsburg, Lower East Side, Meatpacking District, Tribecę, Greenpoint, Queensboro Bridge, Manhattan Bridge, Lincoln Tunnel, Bryant Park, Brooklyn Navy Yard, Calvary Cemetery, Industry City i Central Park.
Jeph Loeb odnosząc się do inspiracji związanych z sezonem wyjawił, że „Chinatown (...) to jedna z rzeczy, które wywarły wpływ na Briana Michaela Bendisa i Michaela Gaydosa podczas tworzenia tej postaci. A więc [pokazując podobnie jak pojawiające się w tamtym filmie] tego rodzaju piękne, długie i szerokie, rozległe ujęcia, w których pojawiają się ludzie w kadrze, potem wychodzą poza niego, i ktoś jest na pierwszym planie, a ktoś inny pojawia się daleko w tle i prowadzi rozmowę, to właśnie czyni całość interesującą”. Billeter i S.J. Clarkson, którzy odpowiadali za reżyserię dwóch pierwszych odcinków, czerpali inspirację z komiksów pod kątem palety kolorów oraz wykorzystali prace Wonga Kar-Waia jako punkt odniesienia do tworzenia „niekonwencjonalnych” kompozycji. Loren Weeks, odpowiedzialny za scenografię, zwrócił uwagę na trudności związane ze sceną eksplozji w barze Luke’a. Wyjawił, że nie mogli „wybić okien [w Horseshoe Bar], które składają się z wielu małych kolorowych szkieł i metalowych ramek”. Scena ostatecznie została zrealizowana przy wykorzystaniu ognioodpornej skrzyni przy wejściu, efektów praktycznych i świetlnych oraz efektów specjalnych. Sceny na stacji i w pociągach systemu komunikacji PATH zostały zrealizowane w ciągu dnia, poza szczytem.
Efektami specjalnymi zajmowało się studio Shade VFX, które pracowało nad około sześciuset ujęciami. Kierownik ds. efektów Karl Coyner i producentka Julie Long blisko współpracowali z ekipą na planie, by odpowiednio wykorzystać wykonywane popisy kaskaderskie, przygotować odpowiednie przedłużenia, eksplozje, ujęcia zawierające wodę lub ogień. Shade musiało także stworzyć efekt polegający na zabarwieniu skóry Kilgrave’a na fioletowo „w kilku kluczowych scenach”, w których używa on swoich mocy, co był ukłonem w stronę wyglądu postaci w komiksach.

## Muzyka
W lipcu 2015 roku poinformowano, że Sean Callery skomponuje muzykę do serialu. Jamie Forsyth pracował wspólnie z Callerym nad kilkoma utworami do sezonu. Marvel’s Jessica Jones: Original Soundtrack Album został wydany cyfrowo 3 czerwca 2016 roku przez Marvel Music. 9 listopada tego samego roku ścieżka dźwiękowa została wydana na płycie gramofonowej.
| Marvel’s Jessica Jones: Original Soundtrack Album – 2016 | Marvel’s Jessica Jones: Original Soundtrack Album – 2016 | Marvel’s Jessica Jones: Original Soundtrack Album – 2016 | Marvel’s Jessica Jones: Original Soundtrack Album – 2016 |
| Nr                                                       | Tytuł utworu                                             | Muzyka                                                   | Długość                                                  |
| -------------------------------------------------------- | -------------------------------------------------------- | -------------------------------------------------------- | -------------------------------------------------------- |
| 1.                                                       | „Jessica Jones Main Title”                               | S. Callery                                               | 1:09                                                     |
| 2.                                                       | „Then There’s the Matter of You”                         | S. Callery                                               | 1:18                                                     |
| 3.                                                       | „Fire Escape Night Shift”                                | S. Callery                                               | 4:16                                                     |
| 4.                                                       | „Alias Investigations”                                   | S. Callery                                               | 2:28                                                     |
| 5.                                                       | „Fight at Luke’s Bar”                                    | S. Callery                                               | 2:21                                                     |
| 6.                                                       | „Nurse Jessica”                                          | S. Callery                                               | 2:13                                                     |
| 7.                                                       | „Rescuing Hope from the Hotel Bed”                       | S. Callery                                               | 3:50                                                     |
| 8.                                                       | „Kidnapping Kilgrave”                                    | S. Callery                                               | 3:20                                                     |
| 9.                                                       | „Sleepover at Luke’s”                                    | S. Callery                                               | 3:03                                                     |
| 10.                                                      | „Jessica on the Move”                                    | S. Callery                                               | 2:44                                                     |
| 11.                                                      | „Cockroach”                                              | S. Callery                                               | 3:09                                                     |
| 12.                                                      | „Luke’s Revenge on the Bus Driver”                       | S. Callery, J. Forsyth                                   | 2:31                                                     |
| 13.                                                      | „Elevator Massacre”                                      | S. Callery                                               | 2:52                                                     |
| 14.                                                      | „Looking for Kilgrave–Bus Accident Vision”               | S. Callery                                               | 1:56                                                     |
| 15.                                                      | „Hospital Cat and Mouse”                                 | S. Callery                                               | 3:11                                                     |
| 16.                                                      | „Gift from Trish”                                        | S. Callery                                               | 2:55                                                     |
| 17.                                                      | „Kilgrave Escapes His Glass Prison”                      | S. Callery                                               | 1:41                                                     |
| 18.                                                      | „Tailing Malcolm”                                        | S. Callery                                               | 2:22                                                     |
| 19.                                                      | „Jessica Confesses to Luke”                              | S. Callery, J. Forsyth                                   | 2:58                                                     |
| 20.                                                      | „Restaurant Flashback”                                   | S. Callery                                               | 1:48                                                     |
| 21.                                                      | „Jones–Cage Match”                                       | S. Callery, J. Forsyth                                   | 2:58                                                     |
| 22.                                                      | „Final Justice for the Purple Man”                       | S. Callery                                               | 2:33                                                     |
| 23.                                                      | „Maybe It’s Enough the World Thinks I’m a Hero”          | S. Callery                                               | 2:17                                                     |
|                                                          |                                                          |                                                          | 59:53                                                    |

## Promocja
W maju 2015 roku Marvel Comics poinformowało, że planowany jest przedruk komiksu Alias, na którym oparty jest serial, z nowymi okładkami autorstwa Davida Macka, oryginalnego twórcy okładki komiksu, który odpowiadał również za stworzenie grafik do sekwencji tytułowej serii. Przedruki ukazały się cyfrowo w czerwcu tego roku, a fizycznie we wrześniu. Miały na celu zarówno uczczenie historii Jessiki Jones, jak i przedstawienie postaci nowej publiczności przed premierą sezonu. Pod koniec września i na początku października ukazały się cztery krótkie teasery, które przedstawiały dzień z życia Jones.
7 października 2015 roku Marvel Comics wydało komiks powiązany zatytułowany Marvel’s Jessica Jones, za który odpowiadali Brian Michael Bendis, Michael Gaydos i Mack. Komiks opowiada o spotkaniu Jessiki i Turka Barretta w szpitalu, od którego dowiaduje się o Daredevilu. Wersja drukowana była ekskluzywnym dodatkiem na New York Comic Conie. Podczas tego konwentu pojawili się Melissa Rosenberg, Krysten Ritter, Mike Colter, Rachael Taylor, Wil Traval, Eka Darville, Erin Moriarty i Carrie-Anne Moss, by promować serial oraz zaprezentowano publiczności pierwszy odcinek, „Alias Damski wieczór”.
23 października pojawił się pierwszy pełny zwiastun sezonu, natomiast 10 listopada zaprezentowano drugi. 17 listopada odbyła się premiera pierwszych dwóch odcinków w Nowym Jorku. Podczas wydarzenia uczestniczyła obsada i ekipa produkcyjna sezonu oraz zaproszeni specjalni goście. Premierze tej towarzyszył czerwony dywan oraz szereg konferencji prasowych.

## Odbiór

### Oglądalność
Netflix nie ujawnia liczby widzów żadnego ze swoich seriali, dlatego też firma Symphony Technology Group zbadała dane oglądalności sezonu na próbie 15 000 osób korzystających z oprogramowania na swoich telefonach, które mierzy oglądalność telewizji na podstawie dźwięku programu. Według tego badania od września do grudnia 2015 roku odcinki Jessiki Jones obejrzało średnio 4,8 miliona widzów w 35-dniowym cyklu oglądania. Dane zostały przedstawione przez Alana Wurtzela, prezesa ds. badań i rozwoju mediów NBCUniversal. Prezes Netfliksa, Ted Sarandos, w odpowiedzi na te dane stwierdził, że „cała metodologia, pomiary i same dane nie odzwierciedlają realności niczego, co było sprawdzane”. Dalsze badania przeprowadzone przez Symphony w tym samym okresie pokazały, że Jessica Jones była jednym z czterech najczęściej oglądanych seriali w grupie wiekowej od 18 do 24 lat, wyprzedzając jakikolwiek seriale w stacjach telewizyjnych. Firma zajmująca się analityką marketingową Jumpshot ustaliła, że ten sezon był piątym najczęściej oglądanym sezonem w serwisie Netflix w ciągu pierwszych 30 dni po premierze, zdobywając 26% widzów w porównaniu z drugim sezonem Daredevila, który według Jumpshot był najczęściej oglądanym sezonem. W badaniu Jumpshot, które „analizuje dane dotyczące strumienia kliknięć z panelu internetowego obejmującego ponad 100 milionów konsumentów”, przyjrzano się zachowaniom i aktywności użytkowników firmy w Stanach Zjednoczonych w zakresie oglądalności, biorąc pod uwagę względną liczbę widzów serwisu Netflix w Stanach Zjednoczonych, którzy obejrzeli co najmniej jeden odcinek sezonu serialu.

### Krytyka w mediach
Pierwszy sezon serialu spotkał się z pozytywną oceną krytyków. W serwisie Rotten Tomatoes 94% z 81 recenzji uznano za pozytywne, a średnia ocen wystawionych na ich podstawie wyniosła 8,2/10. Na portalu Metacritic średnia ważona ocen z 32 recenzji wyniosła 81 punktów na 100.
Ed Gross z „Empire Magazine” ocenił, że Jessica Jones „porzuca podejście do rozrywki opartej na popcornie, stosowane w większości filmów (pomijając Kapitana Amerykę: Zimowego Żołnierza), jest to spojrzenie z bliska na ciemną stronę superbohaterów”. Brian Moylan z „The Guardian” stwierdził, że „jest to thriller o superbohaterach, ale jest o wiele mądrzejszy”. Liz Shannon Miller z Indie Wire w swojej recenzji napisała, że „Jessica Jones to dobrze zrealizowana kreacja na poziomie, jakiego możemy oczekiwać od seriali wyprodukowanych przez Netflix, charakteryzująca się pierwszorzędną obsadą, solidnym scenariuszem i świetnym wykorzystaniem lokalizacji w Nowym Jorku do nawiązania zarówno do klasycznego noir, jak i kina z lat 70.” Oliver Sava z The A.V. Club uznał, że „serial jest jeszcze bardziej stylizowany niż komiks, mocno nawiązując do elementów neo-noir z jazzową ścieżką dźwiękową Seana Callery’ego i klimatycznymi zdjęciami Manuela Billetera”. Maureen Ryan z „Variety” ocenił, że Jessika Jones jest „nie tylko pretendentem do tytułu najlepszej produkcji telewizyjnej Marvela; na niezwykle zatłoczonej scenie telewizyjnej jest to jeden z najbardziej charakterystycznych nowych dramatów roku”. Matt Roush z TV Insidera stwierdził jednak, że „jako część przyszłego zespołu Defenders, w skład którego wchodzi także Daredevil (z początku tego roku), Jessica jest dobrym towarzystwem, ale nawet z całym swoim bagażem nie czuje się na tyle mityczna, odrębna i oryginalna, by mieć własny serial”.
Oskar Rogowski z portalu NaEkranie.pl uznał, że Jessica Jones to „kolejny serial Marvela na platformę Netflix to produkcja dobra, a momentami nawet bardzo dobra. Niestety nie obeszło się bez wad, dłużyzn i niepotrzebnych wątków, które dość mocno psują ostateczny odbiór, szczególnie że po rewelacyjnym Daredevilu poprzeczka była ustawiona bardzo wysoko”. Marcin Zwierzchowski z tygodnika „Polityka” stwierdził, że: „Daredevil był na pewno bardziej efektowny, zwłaszcza jeżeli chodzi o choreografie walk, które były fenomenalne. Jessica Jones wygrywa z nim jednak jeżeli chodzi o napięcie, ale i mocniejszymi scenami; nie bardziej krwawymi, mimo to momentami szokującymi (dzieci w szafie). Ten serial ogląda się, siedząc na krawędzi fotela”. Marta Wawrzyn z portalu Serialowa oceniła, że „Jessica Jones to chyba najbardziej feministyczny w swojej wymowie komiksowy serial – a przy tym znacznie bardziej subtelny niż chociażby Agentka Carter”; kontynuowała, że „w Jessice Jones nikt o seksizmie nie mówi wprost – i dobrze! – ale cały czas mamy go w tle”.

### Nagrody i nominacje
| Rok  | Ceremonia                                   | Kategoria                                                              | Nominowani                                                                                       | Rezultat  | Przypis |
| ---- | ------------------------------------------- | ---------------------------------------------------------------------- | ------------------------------------------------------------------------------------------------ | --------- | ------- |
| 2015 | TVLine’s Performer of the Week              | Występ w odcinku „Alias Jesteś zwycięzcą”                              | Krysten Ritter                                                                                   | Wygrana   | [ 100 ] |
| 2016 | People’s Choice Awards                      | Ulubiony aktor w serialu telewizyjnym fantastycznonaukowym lub fantasy | David Tennant                                                                                    | Nominacja | [ 101 ] |
| 2016 | Critics’ Choice Television Awards           | Najlepsza aktorka w serialu dramatycznym                               | Krysten Ritter                                                                                   | Nominacja | [ 102 ] |
| 2016 | Dorian Awards                               | Najlepszy telewizyjny występ aktorki                                   | Krysten Ritter                                                                                   | Nominacja | [ 103 ] |
| 2016 | Empire Awards                               | Najlepszy serial telewizyjny                                           | Jessica Jones                                                                                    | Nominacja | [ 104 ] |
| 2016 | Peabody Awards                              | Najlepszy program rozrywkowy                                           | Jessica Jones                                                                                    | Wygrana   | [ 105 ] |
| 2016 | Nebula Awards                               | Najlepsza prezentacja dramatyczna                                      | Jessica Jones                                                                                    | Nominacja | [ 106 ] |
| 2016 | Webby Awards                                | Najlepsza aktorka                                                      | Krysten Ritter                                                                                   | Wygrana   | [ 107 ] |
| 2016 | Glamour Awards                              | Najlepsza międzynarodowa aktorka                                       | Krysten Ritter                                                                                   | Wygrana   | [ 108 ] |
| 2016 | Saturn Awards                               | Najlepsza aktorka w serialu telewizyjnym                               | Krysten Ritter                                                                                   | Nominacja | [ 109 ] |
| 2016 | Saturn Awards                               | Najlepszy aktor drugoplanowy w serialu telewizyjnym                    | David Tennant                                                                                    | Nominacja | [ 109 ] |
| 2016 | Saturn Awards                               | Najlepszy serial w nowych mediach                                      | Jessica Jones                                                                                    | Nominacja | [ 109 ] |
| 2016 | TCA Awards                                  | Najlepszy nowy program                                                 | Jessica Jones                                                                                    | Nominacja | [ 110 ] |
| 2016 | Hugo Awards                                 | Najlepsza prezentacja dramatyczna – krótka forma                       | Michael Rymer, Scott Reynolds, Melissa Rosenberg, Jamie King (za odcinek „Alias Uśmiechnij się”) | Wygrana   | [ 111 ] |
| 2016 | Gotham Awards                               | Najlepszy przełomowy serial – pełnometrażowe odcinki                   | Jessica Jones                                                                                    | Nominacja | [ 112 ] |
| 2016 | Online Film & Television Association Awards | Najlepsza nowa czołówka                                                | Jessica Jones                                                                                    | Nominacja | [ 113 ] |
| 2016 | Online Film & Television Association Awards | Najlepszy nowy utwór w czołówce                                        | Sean Callery                                                                                     | Nominacja | [ 113 ] |
| 2016 | Primetime Creative Arts Emmy Awards         | Najlepszy oryginalny temat muzyczny                                    | Sean Callery                                                                                     | Wygrana   | [ 114 ] |
| 2016 | Primetime Creative Arts Emmy Awards         | Najlepsza czołówka                                                     | Jessica Jones                                                                                    | Nominacja | [ 115 ] |